# ボリス・スラヴィンスキー
ボリス・スラヴィンスキー（ロシア語: Бори́с Никола́евич Слави́нский、英語: Boris Nikolaevich Slavinskii、1935年8月17日 - 2003年4月23日）は、ロシアの歴史学者。日露関係、ソ連の極東政策が専門。

## 経歴
ウクライナ・フリスチノフカ生まれ。キエフ工科大学卒業。ソ連科学技術国家委員会職員、ソ連科学アカデミー極東支部学術書記を経て、『極東の諸問題』副編集長を務めた。

## 著書（邦訳）
- 『中国革命とソ連――抗日戦までの舞台裏「1917-37年」』、加藤幸廣訳、共同通信社, 2002
- 『日ソ戦争への道――ノモンハンから千島占領まで』、加藤幸廣訳、共同通信社, 1999
- 『考証日ソ中立条約――公開されたロシア外務省機密文書』、高橋実・江沢和弘訳、岩波書店, 1996
- 『千島占領――1945年夏』、加藤幸廣訳、共同通信社, 1993
- 『無知の代償――ソ連の対日政策』、菅野敏子訳、人間の科学社, 1991